# Lieselotte Wollny
Lieselotte „Lilo“ Wollny (* 26. Februar 1926 in Hamburg als Lieselotte Mädche; † 23. Oktober 2019) war eine deutsche Bürgerrechtlerin und Politikerin von Bündnis 90/Die Grünen. 
Wollny war Mutter von fünf Kindern, lange von Beruf Hausfrau und auch Leiterin einer kleinen Bäckerei. Sie war langjähriges Mitglied der Bürgerinitiative Umweltschutz Lüchow-Dannenberg, deren Vorsitzende sie in den 1980er-Jahren wurde. Sie war von 1987 bis 1990 als Parteilose für die Grünen Mitglied des Deutschen Bundestages; sie wurde über die Landesliste in Niedersachsen gewählt. Danach wechselte sie in die Kommunalpolitik. Lilo Wollny lebte in Vietze im Landkreis Lüchow-Dannenberg.
Im Jahr 1998 veröffentlichte sie ihr Buch Es wird wie ein Kartenhaus zusammenbrechen, das in einem Nachruf in der taz vom 3. November 2019 als „Abrechnung mit den Lügen und Tricks der Atomlobby“ bezeichnet wurde.